# Московское купеческое собрание
Московское купеческое собрание было основано в Москве в 1804 году. Ранее (в 1786—1796 годах) оно действовало как Купеческий клуб. Изначально располагалось на Ильинке, а в 1839 году переехало на Большую Дмитровку. В первой половине XIX века членами Купеческого собрания могли быть не только купцы, но и профессора, врачи, художники. С 1859 года в клуб принимали только представителей купеческого сословия. С 1879 года в члены Купеческого собрания принимали без различия «званий и состояний». Купеческое собрание было одним из центров общественной и культурной жизни Москвы и одновременно известнейшим карточным клубом. В нём проходили балы, маскарады, концерты, литературные вечера.
Глава Купеческого собрания и его заместитель избирались Купеческим собранием выборных.
26 февраля 1856 года московское купечество чествовало здесь героев обороны Севастополя. К 1913 году собрание насчитывало 1166 членов. В 1909 году Купеческое собрание переехало в собственный дом на улице Малая Дмитровка. После Октябрьской революции, в январе 1918 года Купеческое собрание прекратило существование. Впоследствии в здании помещалась Совпартшкола, затем — Коммунистический университет имени Якова Свердлова. С 1938 года в здании размещался Театр имени Ленинского комсомола (ныне театр «Ленком»).